# Albert Pakéyev
Albert Alexándrovich Pakéyev –en ruso, Пакеев, Альберт Александрович– (Usolie-Sibírskoye, URSS, 4 de julio de 1968) es un deportista ruso que compitió en boxeo.
Participó en los Juegos Olímpicos de Atlanta 1996, obteniendo una medalla de bronce en el peso mosca. Ganó una medalla de oro en el Campeonato Europeo de Boxeo Aficionado de 1996, en el mismo peso.

## Palmarés internacional
| Juegos Olímpicos   | Juegos Olímpicos         | Juegos Olímpicos  | Juegos Olímpicos |
| Año                | Lugar                    | Medalla           | Categoría        |
| ------------------ | ------------------------ | ----------------- | ---------------- |
| 1996               | Atlanta (Estados Unidos) | Medalla de bronce | 51 kg            |
| Campeonato Europeo |                          |                   |                  |
| Año                | Lugar                    | Medalla           | Categoría        |
| 1996               | Vejle (Dinamarca)        | Medalla de oro    | 51 kg            |